# El Perro del Mar
El Perro del Mar, pseudonimo di Sarah Assbring (6 agosto 1977), è una cantante svedese.

## Biografia
Originaria di Göteborg, si è fatta conoscere nel 2008 con l'uscita del terzo album in studio From the Valley to the Stars, che ha esordito al 32º posto nella Sverigetopplistan. Ha conseguito le sue prime nomination ai Grammis, il premio musicale svedese principale, per mezzo del disco successivo Love Is Not Pop, venendo candidata nelle categorie Album pop dell'anno, Compositore dell'anno e Produttore dell'anno. Il disco ha anche fatto il proprio ingresso all'interno della classifica degli album nazionale, debuttando alla 37ª posizione.
Pale Fire, il terzo ingresso dell'artista nella Sverigetopplistan, le ha permesso di ricevere la nomination come Album dell'anno nell'ambito della versione svedese dei Grammy Award. Il primo EP We Are History, reso disponibile nel 2018, è stato candidato alla medesima cerimonia di premiazione nella categoria di miglior rock alternativo.

## Discografia

### Album in studio
- 2005 – Look! It's El Perro del Mar!
- 2006 – El Perro del Mar
- 2008 – From the Valley to the Stars
- 2009 – Love Is Not Pop
- 2012 – Pale Fire
- 2016 – KoKoro
- 2024 – Big Anonymous

### EP
- 2018 – We Are History

### Singoli
- 2004 – Oh! What a Christmas
- 2008 – How Did We Forget?
- 2009 – Auld Lang Syne
- 2010 – Change of Heart
- 2012 – Walk on By
- 2012 – Hold Off the Dawn
- 2013 – I Was a Boy
- 2016 – Breadandbutter
- 2016 – Breaking the Girl
- 2016 – Dream Baby Dream
- 2016 – IWD4U
- 2016 – Ding sum
- 2017 – Fångad av en stormvind
- 2017 – Fight for Life
- 2018 – Mirrors
- 2018 – Broder
- 2019 – Please Stay
- 2020 – The Bells
- 2020 – Dreamers Change the World
- 2020 – Life Is Full of Rewards
- 2023 – Kiss of Death